# امامزاده طاقه گوره
امامزاده طاقه گوره مربوط به دوره قاجار است و در سنندج، محله جور آباد، خیابان شهدا، پشت مسجد ابوالحسن واقع شده و این اثر در تاریخ ۲۷ مرداد ۱۳۸۲ با شمارهٔ ثبت ۹۶۱۳ به‌عنوان یکی از آثار ملی ایران به ثبت رسیده است.